# La Selle-Craonnaise
La Selle-Craonnaise és un municipi francès situat al departament de Mayenne i a la regió de País del Loira. L'any 2007 tenia 907 habitants.

## Demografia

### Població
El 2007 la població de fet de La Selle-Craonnaise era de 907 persones. Hi havia 327 famílies de les quals 101 eren unipersonals (54 homes vivint sols i 47 dones vivint soles), 105 parelles sense fills, 113 parelles amb fills i 8 famílies monoparentals amb fills.
La població ha evolucionat segons el següent gràfic:
Habitants censats

### Habitatges
El 2007 hi havia 381 habitatges, 331 eren l'habitatge principal de la família, 25 eren segones residències i 26 estaven desocupats. 359 eren cases i 23 eren apartaments. Dels 331 habitatges principals, 242 estaven ocupats pels seus propietaris, 85 estaven llogats i ocupats pels llogaters i 4 estaven cedits a títol gratuït; 3 tenien una cambra, 17 en tenien dues, 45 en tenien tres, 74 en tenien quatre i 193 en tenien cinc o més. 255 habitatges disposaven pel capbaix d'una plaça de pàrquing. A 153 habitatges hi havia un automòbil i a 137 n'hi havia dos o més.

### Piràmide de població
La piràmide de població per edats i sexe el 2009 era:
| Homes | Edats   | Dones |
| ----- | ------- | ----- |
| 4     | 95 o +  | 0     |
| 0     | 90 a 94 | 4     |
| 4     | 85 a 89 | 16    |
| 12    | 80 a 84 | 4     |
| 24    | 75 a 79 | 52    |
| 16    | 70 a 74 | 4     |
| 32    | 65 a 69 | 20    |
| 4     | 60 a 64 | 8     |
| 20    | 55 a 59 | 16    |
| 48    | 50 a 54 | 36    |
| 16    | 45 a 49 | 28    |
| 44    | 40 a 44 | 28    |
| 32    | 35 a 39 | 24    |
| 48    | 30 a 34 | 16    |
| 28    | 25 a 29 | 16    |
| 40    | 20 a 24 | 28    |
| 44    | 15 a 19 | 12    |
| 32    | 10 a 14 | 24    |
| 20    | 5 a 9   | 20    |
| 8     | 0 a 4   | 36    |

## Economia
El 2007 la població en edat de treballar era de 580 persones, 410 eren actives i 170 eren inactives. De les 410 persones actives 382 estaven ocupades (218 homes i 164 dones) i 28 estaven aturades (14 homes i 14 dones). De les 170 persones inactives 49 estaven jubilades, 34 estaven estudiant i 87 estaven classificades com a «altres inactius».

### Ingressos
El 2009 a La Selle-Craonnaise hi havia 367 unitats fiscals que integraven 892,5 persones, la mediana anual d'ingressos fiscals per persona era de 14.160 €.

### Activitats econòmiques
Dels 24 establiments que hi havia el 2007, 2 eren d'empreses alimentàries, 1 d'una empresa de fabricació d'altres productes industrials, 5 d'empreses de construcció, 8 d'empreses de comerç i reparació d'automòbils, 2 d'empreses d'hostatgeria i restauració, 2 d'empreses immobiliàries, 3 d'empreses de serveis i 1 d'una empresa classificada com a «altres activitats de serveis».
Dels 4 establiments de servei als particulars que hi havia el 2009, 1 era un paleta, 1 fusteria, 1 lampisteria i 1 perruqueria.
Dels 3 establiments comercials que hi havia el 2009, 1 era una fleca, 1 una carnisseria i 1 una botiga de mobles.
L'any 2000 a La Selle-Craonnaise hi havia 60 explotacions agrícoles que ocupaven un total de 2.205 hectàrees.

## Equipaments sanitaris i escolars
El 2009 hi havia una escola elemental.

## Poblacions més properes
El següent diagrama mostra les poblacions més properes.